# المعدل بن علی
المعدل بن علی بن لیث، یکی از امیران صفاری بود که توانست برای مدت کوتاهی حاکم زرنگ شود. وی پسر علی، برادر عمرو و یعقوب، و برادر لیث بن علی یکی از حکام صفاری بود.
در سال ۲۹۶، وی به کمک برادر خود، لیث، پدر خودرا که اسیر عموی دومی آنها، عمرو بن لیث، بود، فراری داده و بعد از آن به خراسان رفتند و در نزد رافع بن هرثمه پناه گرفتند و بعد از مرگ پدر، به خدمت حاکم خراسان درآمدند ولی بعد از شکست رافع، عمرو، معدل را به اسارت گرفت.
در همان سال، لیث برادر معدل برای رسیدن به تاج و تخت حکومت با طاهر بن محمد بن عمرو لیث درگیر شد و توانست زرنج را تسخیر و معدل را آزاد کند.
بعد از آزادسازی او، لیث او را مأمور سرکوب کردن شورش‌های زابلستان کرد. پس معدل به سمت غزنی حرکت کرد و توانست حاکم محلی آنجا را به قتل برساند ولی با مقاومت شدیدی رو به رو شد که در آخر لیث فرمان بازگشت وی را به سیستان صادر کرد. بعد از این اتفاق، معدل به همراه برادر خود به سمت فارس لشکرکشی کرد و توانست در سال ۲۹۸ هجری، سبک اری را در کرمان شکست دهد و وی را به سمت شرق فراری دهد. بعد از شکست سبک اری، وی از خلیفهٔ عباسی درخواست کمک کرد و خلیفه مونس خادم را به یاری وی فرستاد. بعد از درگیری‌های بین این دو گروه، سرانجام مونس با لیث صلح کرد ولی سبک اری به جنگ ادامه داد و در آخر توانست لیث و معدل را در فارس شکست دهد و لیث را اسیر کند ولی معدل فرار کرد و عازم دیار کرمان شد و توانست کنترل آن شهر را به دست بگیرد.
بعد از شکست لیث و در نبود معدل، محمد بن علی بن لیث به امارت سیستان رسید و توانست معدل را اسیر کند و به زندان افکند. در این حین محمد بن علی با احمد بن اسماعیل سامانی درگیر شد. وی بعد از درگیری با سامانیان، با وساطت بزرگان، معدل را آزاد کرد تا بتواند از وی علیه سامانیان استفاده کند ولی بلافاصله بعد از آزادی معدل، وی خیانت کرده و زرنج را فتح کرد ولی اندکی بعد در سال ۲۹۸ هجری از سامانیان شکست خورد و زرنج سقوط کرد. بعد از شکست، وی اسیر شد و به بخارا فرستاده شد. از این زمان تا زمان حکومت عمرو بن یعقوب، سیستان زیر نظر سامانیان درآمد.